# Felix Aboagye
Felix Ahmed Aboagye (ur. 5 grudnia 1975 w Kumasi) – piłkarz ghański grający na pozycji napastnika. W swojej karierze rozegrał 26 meczów w reprezentacji Ghany i strzelił w niej 7 goli.

## Kariera klubowa
Karierę piłkarską Aboagye rozpoczął w klubie Dawu Youngstars. W 1992 roku awansował do kadry pierwszej drużyny i w sezonie 1992/1993 zadebiutował w niej w ghańskiej Premier League. W 1993 roku odszedł do Al-Ahly z Kairu. W klubie tym występował do 1998 roku. W latach 1994–1998 pięciokrotnie z rzędu wywalczył z Al-Ahly mistrzostwo Egiptu. W 1993 i 1996 roku zdobył Puchar Egiptu.
W 1998 roku Aboagye przeszedł do greckiego Olympiakosu. W klubie z Pireusu rozegrał 11 spotkań w greckiej lidze. W sezonie 1998/1999 sięgnął z nim po dublet – mistrzostwo i Puchar Grecji.
W 1999 roku Aboagye został zawodnikiem Al-Nasr Dubaj. Rok później przeniósł się do Qatar SC, a w połowie 2001 roku wrócił do Ghany i przez pół sezonu występował w Liberty Professionals. W latach 2001–2002 ponownie grał w Egipcie, tym razem w Zamaleku z Kairu. W sezonie 2001/2002 wywalczył z nim mistrzostwo Egiptu, a następnie odszedł na rok do Al-Arabi Kuwejt.
W 2003 roku Aboagye wyjechał do Indii, a jego pierwszym klubem w tym kraju została Mahindra United. W sezonie 2004/2005 grał w Kingfisher East Bengal FC z Kalkuty. W latach 2005–2006 występował w Wietnamie, w klubach Cần Thơ FC i Khatoco Khánh Hoà. W 2007 roku był zawodnikiem Club Valencia z Malediwów, a następnie do 2009 roku grał w indyjskim Mumbai FC. W 2009 roku zakończył swoją karierę.

## Kariera reprezentacyjna
W reprezentacji Ghany Aboagye zadebiutował w 1994 roku. W 1996 roku został powołany do kadry na Puchar Narodów Afryki 1996. Na tym turnieju rozegrał 4 mecze: z Tunezją (2:1), z Mozambikiem (2:0 i gol), ćwierćfinale z Demokratyczną Republiką Konga (1:0) oraz o 3. miejsce z Zambią (0:1). W tym samym roku Aboagye wystąpił na Igrzyskach Olimpijskich w Atlancie.
Z kolei w 1998 roku Aboagye rozegrał 3 mecze w Pucharze Narodów Afryki 1998: z Tunezją (2:0), z Togo (1:2) i z Demokratyczną Republiką Konga (0:1). Od 1994 do 2004 roku rozegrał w kadrze narodowej 26 meczów i strzelił 7 goli.